# Dál Messin Corb
Le Dál Messin Corb était une dynastie régnante du  Leinster concurremment avec le  Dál Chormaic avant l’ascension des Uí Dúnlainge aux Ve et VIe siècles. Elle prétendait être issue du fils de  Chú Chorb nommé Messin Corb, ils étaient les derniers des  Fir Domnann. 
Ils furent explusés de leur domaine d'origine de la plaine de la rivière Liffey au delà des montagnes de Wicklow au nord d'Arklow dans l'actuel comté de Wicklow.
La lignée principale de la dynastie fut les Uí Garrchon. Le saint du VIe siècle, Kevin de Glendalough, est réputé être un descendant des  Uí Náir, une branche mineure de cette famille.